# Nepal Airlines
Nepal Airlines tidligere Royal Nepal Airlines el. Royal Nepal Airlines Corporation el. RNAC er et luftfartsselskab baseret i Kathmandu, Nepal. Nepal Airlines er Nepals nationale luftfartsselskab og ejet af den nepalesiske stat. Det er grundlagt i 1958 og er hjemmehørende i Tribhuvan International Airport i Kathmandu, hvorfra det opererer mere end 30 indenrigsruter og 7 internationale ruter.
Nepal Airlines betjener sine ruter med 2 Boeing 757 (B-757 Boeing 757-200) med plads til 190 passagerer samt en flåde på syv Twin Otter (de Havilland Canada DHC-6 Twin Otter også benævnt Dash 6), med plads til 19 passagerer.